# Вилхелм фон Зафенберг-Нойенар
Вилхелм фон Зафенберг-Нойенар (на немски: Wilhelm von Saffenberg-Neuenahr; Wilhelm IV; † между 22 ноември 1424 и 21 февруари 1432) е граф на Нойенар, Зафенберг и Хаймерцхайм (1397 – 1426) в долината Артал, в Северен Рейнланд-Пфалц.

## Произход и наследство
Той е син на граф Йохан III фон Зафенберг-Нойенар († сл. 1397) и съпругата му Катарина фон Нойенар († сл. 1393), дъщеря наследничка на граф Вилхелм III фон Нойенар († 1353) и Йохана фон Елслоо († сл. 1377). Брат е на Крафто фон Зафенберг, господар на Томбург-Ландскрон († 1448), женен на 13 август 1404 г. за Елизабет фон Томбург († 1430), и Йохан IV фон Зафенберг († 1398/1400), женен на 21 декември 1397 г. за Катарина фон Шлайден († 1435/1441).
С Вилхелм фон Зафенберг-Нойенар през ок. 1424 г. измира линията на графовете на Зафенберг-Нойенар. Наследен е от дъщеря му Катарина.

## Фамилия
Вилхелм фон Зафенберг-Нойенар се жени между 9 май и 14 септември 1403 г. или 1405 г. за Матилда фон Райфершайт (* 1385/1386, † сл. 1445/1426), вдовица на Арнолд III фон Гьотерсвик († 9 май 1403), дъщеря на Райнхард фон Райфершайт-Гладбах, байлиф на Цюлпих († 1388) и Мария фон Лооц († 1408). Те имат две дъщери:
- Катарина фон Зафенберг (* ок 1410; † сл. 1474), наследничка на части от Нойенар, Зафенберг и Гелсдорф, омъжена 3/4 юли 1419 г. за граф Филип фон Вирнебург († 1443)
- Кунигунда фон Зафенберг († сл. 1454), омъжена пр. 2 февруари 1428 г. за Йохан II фон Изенбург-Браунсберг, граф на Вид († 1454)